# Ronald Lauder
Pour les articles homonymes, voir Lauder.
Ronald S. Lauder, né le 26 février 1944 à New York, est un homme d'affaires, diplomate, activiste pro-israélien et collectionneur d'art américain. Il a été élu en 2007 président du Congrès juif mondial.
Il est diplômé en économie internationale de la Wharton School de l’Université de Pennsylvanie et de l’Université Libre de  Bruxelles. 

## Biographie
Il est le fils de Joseph et Estée Lauder, fondateurs de l'entreprise de cosmétiques Estée Lauder Companies.
Magnat de la presse, il s'intéresse à Israël et à la politique : en 1989, il brigue, sans succès, le mandat de maire de New York et il préside le Fonds national juif depuis 1997. Il a exercé la fonction d'ambassadeur des États-Unis en Autriche, où il avait été envoyé par Ronald Reagan, en 1986. Grand amateur d'art, il possède une très importante collection de tableaux d'art allemand et autrichien du début du XXe siècle, ainsi qu'une des plus grosses collections d'armures médiévales du monde, dont une partie est exposée au Metropolitan Museum of Art de New York. Directeur de la Conférence des présidents des organisations juives américaines, il dirige aussi le Museum of Modern Art de New York, où il réside. Depuis 2001, il a ouvert dans cette ville un petit musée, la Neue Galerie.
Dans les années 1990, il rénove une maison de style Bauhaus à Tel Aviv-Jaffa, participant à la prise de conscience de la municipalité pour l'entretien de ce patrimoine architectural des années 1930.
Au cours de cette décennie, il soutient financièrement le leader du Likoud (droite israélienne) Benyamin Netanyahou et contribue à la victoire surprise de ce dernier face au Premier ministre travailliste sortant, Shimon Peres, lors des élections législatives de 1996. Selon le politologue Jean-Pierre Filiu, Ronald Lauder 

« a longtemps été l’un des plus proches de Netanyahou, qui depuis lui a préféré Sheldon Adelson, le magnat des casinos de Las Vegas. Ronald Lauder reste fidèle au Parti républicain, aux États-Unis, et au Likoud, en Israël, mais, à la veille des 70 ans de l’État hébreu, il critique durement la politique de Benyamin Nétanyahou et son abandon de la solution à deux Etats : «Si les tendances actuelles se poursuivent, Israël fera face à un choix terrible, soit accorder la plénitude de leurs droits aux Palestiniens et cesser d’être un État juif, soit leur dénier ces droits et cesser d’être un Etat démocratique.» Il accuse le gouvernement israélien d’être responsable de la désaffection croissante de la diaspora juive envers l’Etat hébreu »

Le 18 juin 2006, il achète pour 135 millions de dollars le Portrait d'Adele Bloch-Bauer I de Gustav Klimt lors d'une vente privée.
Ronald Lauder a été élu président du Congrès juif mondial le 10 juin 2007 et confirmé dans ce poste par l'Assemblée plénière de cette organisation internationale en janvier 2009.
Le 6 février 2013, il est décoré de la Légion d'honneur par François Hollande, qui salue l'« homme de paix, de culture et d'engagement ». Le 3 juin 2022, le président Emmanuel Macron l'élève au grade de commandeur. 
Le 27 janvier 2015, devant 300 survivants et plusieurs chefs d'État, à la cérémonie des 70 ans de la libération du camp d'Auschwitz, il fait un vibrant discours mettant en garde contre la résurgence des crimes antisémites,.